# ويلهلم أولي
ويلهلم أولي (بالألمانية: Wilhelm Ule)‏ (و. 1861 – 1940 م) هو جغرافي، وأستاذ جامعي ألماني، ولد في هاله، كان عضوًا في الأكاديمية الألمانية للعلوم ليوبولدينا، توفي في روستوك، عن عمر يناهز 79 عاماً.